# Кризи
Кризи (фр. Cruzy) је насеље и општина у јужној Француској у региону Лангдок-Русијон, у департману Еро која припада префектури Безје.
По подацима из 2011. године у општини је живело 984 становника, а густина насељености је износила 38,07 становника/km². Општина се простире на површини од 25,85 km². Налази се на средњој надморској висини од 92 метара (максималној 263 m, а минималној 21 m).

## Демографија
| 1962. | 1968. | 1975. | 1982. | 1990. | 1999. | 2011. |
| ----- | ----- | ----- | ----- | ----- | ----- | ----- |
| 960   | 1.059 | 905   | 844   | 801   | 830   | 984   |

График промене броја становника у току последњих година